# Dikeni Salifou
Dikeni-Rafid Salifou (Monaco di Baviera, 8 giugno 2003) è un calciatore togolese, centrocampista del' Austria Klagenfurt in prestito dal Werder Brema e della nazionale togolese.

## Carriera

### Club
Cresciuto nel settore giovanile dell'Augusta, nel 2022 è stato acquistato dal Werder Brema che lo ha assegnato alla propria seconda squadra in Regionalliga (quarta divisione tedesca). Ha debuttato in prima squadra il 5 febbraio 2023 entrando in campo nei minuti di recupero finali della partita di Bundesliga vinta 2-0 contro lo Stoccarda.
Il 2023 è stato ceduto in prestito con diritto di riscatto alla Juventus, che lo ha assegnato alla Next Gen. Impiegato con costanza per tutta la stagione, ha segnato i suoi primi gol in carriera il 29 ottobre realizzando una doppietta nel successo per 3-1 contro l'Olbia. A fine anno è rientrato in Germania, per poi passare in prestito all'Austria Klagenfurt nella prima divisione austriaca, categoria nella quale durante la stagione 2024-2025 ha realizzato una rete in 24 presenze.

### Nazionale
Ha debuttato con la nazionale togolese il 22 marzo 2024 nell'amichevole vinta 2-1 contro il Niger.

## Statistiche

### Presenze e reti nei club
Statistiche aggiornate al 23 maggio 2025.
| Stagione        | Squadra            | Campionato      | Campionato | Campionato | Coppe nazionali | Coppe nazionali | Coppe nazionali | Coppe continentali | Coppe continentali | Coppe continentali | Altre coppe | Altre coppe | Altre coppe | Totale | Totale | Totale |
| Stagione        | Squadra            | Comp            | Pres       | Reti       | Comp            | Pres            | Reti            | Comp               | Pres               | Reti               | Comp        | Pres        | Reti        | Pres   | Reti   |        |
| --------------- | ------------------ | --------------- | ---------- | ---------- | --------------- | --------------- | --------------- | ------------------ | ------------------ | ------------------ | ----------- | ----------- | ----------- | ------ | ------ | ------ |
| 2022-2023       | Werder Brema II    | RL              | 13         | 3          | -               | -               | -               | -                  | -                  | -                  | -           | -           | -           | 13     | 3      |        |
| 2022-2023       | Werder Brema       | BL              | 1          | 0          | CG              | 0               | 0               | -                  | -                  | -                  | -           | -           | -           | 1      | 0      |        |
| 2023-2024       | Juventus Next Gen  | C               | 31+3       | 2+0        | CI-C            | 0               | 0               | -                  | -                  | -                  | -           | -           | -           | 34     | 2      |        |
| 2024-2025       | Austria Klagenfurt | BL              | 23         | 1          | CA              | 2               | 0               | -                  | -                  | -                  | -           | -           | -           | 25     | 1      |        |
| Totale carriera | Totale carriera    | Totale carriera | 71         | 6          |                 | 2               | 0               |                    | -                  | -                  |             | -           | -           | 73     | 6      |        |

### Cronologia presenze e reti in nazionale
| Cronologia completa delle presenze e delle reti in nazionale ― Togo | Cronologia completa delle presenze e delle reti in nazionale ― Togo | Cronologia completa delle presenze e delle reti in nazionale ― Togo | Cronologia completa delle presenze e delle reti in nazionale ― Togo | Cronologia completa delle presenze e delle reti in nazionale ― Togo | Cronologia completa delle presenze e delle reti in nazionale ― Togo | Cronologia completa delle presenze e delle reti in nazionale ― Togo | Cronologia completa delle presenze e delle reti in nazionale ― Togo |
| Data                                                                | Città                                                               | In casa                                                             | Risultato                                                           | Ospiti                                                              | Competizione                                                        | Reti                                                                | Note                                                                |
| ------------------------------------------------------------------- | ------------------------------------------------------------------- | ------------------------------------------------------------------- | ------------------------------------------------------------------- | ------------------------------------------------------------------- | ------------------------------------------------------------------- | ------------------------------------------------------------------- | ------------------------------------------------------------------- |
| 22-3-2024                                                           | Solna                                                               | Niger                                                               | 1 – 2                                                               | Togo                                                                | Amichevole                                                          | -                                                                   |                                                                     |
| Totale                                                              |                                                                     | Presenze                                                            | 1                                                                   |                                                                     | Reti                                                                | 0                                                                   |                                                                     |